# Тишовницький Омелян
Омелян Михайло Тишовницький (21 лютого 1899 — † 26 жовтня 1994) — український військовик, літератор. Четар артилерії УГА.

## Біографія
Народився 21 лютого 1899 в с. Гута Боянівська, повіту Ниско. Батько Олександр і дід Гнат були родом з села Синевідсько Вижне, повіт Сколє. Мати Емілія з дому Дайнгоєр походила з родини німецьких колоністів.
Виховувався в с. Довголука, повіт Стрий. До гімназії ходив в Стрию, Львові і Відні. Старшинську школу артилерії закінчив в Братиславі в січні 1918 р.
Від січня до листопада 1918 р. перебував на фронті над Піявою в Італії в 24-му полку польової артилерії підхорунжим у Цісарському і Королівському 24-му Полку Польової Артилерії. За ці бої дістав ранг хорунжого, Бронзову Медаль Хоробрости, Військовий Хрест Карла і 2 тижні відпустки, яку перевів у мами в Довголуці коло Стрия.
Вернувшись з фронту, в листопаді 1918 р. зголосився до УГА. В її рядах почав як чотар 11-го гарматного полку при 11-їй Стрийській бригаді, перебув всю польсько-московську кампанію. Як старшина батареї брав участь в бою з червоними силами під Жмеринкою. За його спогадами, полк в тому часі підтримував наступ 3-ї Залізної Армії УНР під рукою полковника О. Удовиченка. В тому бою сміливо діяв командир батальйону Володимир Стафіняк. Коли українська піхота зупинилася на відкритому полі під шаленим артилерійським та вогнем червоної піхоти, ціла батарея 76-мм гармат на повному ходу стріляла з ходової позиції картачами і тим вирятувала безрадний стан піших вояків.
Після підступного роззброєння УГА поляками весною 1920 р. був інтернований в таборі в Тухолі, звідти втік в жовтні 1920 р. через Німеччину до Чехо-Словацької Республіки; тут в 1925 р. закінчив Високу Гірничу Академію в Пшібрамі.
Емігрував до США, жив у Лос-Анджелесі, Каліфорнія, де вийшла друком його книга спогадів «Мої пам'ятки: Фрагменти спогадів, статті, промови, листи, документи, світлини тощо».
Похований на католицькому кальварійському цвинтарі в Лос-Анджелесі.

## Видані книги
- Тишовницький Омелян Михайло. Мої пам'ятки: Фрагменти спогадів, статті, промови, листи, документи, світлини тощо. — Лос-Анджелес, 1974. — 518 с.[2]
- Тишовницький Омелян Михайло. У боротьбі за українську родину. — Лос-Анджелес, 1980. — 560 с.
- Тишовницький Омелян Михайло. Українська родина: Підстава існування українського народу. — Лос-Анджелес: Мета, 1982. — 128 с.
- Тишовницький Омелян Михайло. З мого архіву. — Лос-Анджелес: Мета, 1983. — 204 с.
- Тишовницький Омелян Михайло. Ніж у серце свого народу. — Лос-Анджелес, 1987. — 266 с.